# Susan Schwab
Susan Carol Schwab (Washington, 23 marzo 1955) è una politica statunitense, rappresentante per il commercio sotto l'amministrazione Bush.

## Biografia
La Schwab, dopo gli studi a Stanford e alla George Washington University, cominciò a costruirsi una carriera nel mondo degli affari. Fu presidente e amministratore delegato dello University System of Maryland (Sistema Universitario del Maryland) fino al 2003, collaborò a lungo con la Motorola e con i Dipartimenti di Stato e del Commercio.
Nel 2006 il Presidente Bush la scelse come nuovo rappresentante per il commercio statunitense. La Schwab mantenne l'incarico fino alla fine dell'amministrazione.
Nel giugno del 2009 la FedEx Corporation la elesse direttrice e successivamente la nominò membro del comitato per i compensi.
La Schwab è stata sposata con l'illusionista Curtis Carroll fino alla sua morte nel 2006, avvenuta in seguito ad insufficienza renale ed epatica.